# シークレットゲーム CODE:Revise
『シークレットゲーム CODE:Revise』（シークレットゲーム コード：リバイズ）は、アダルトゲームブランドFLATが制作したアダルトゲーム。
オリジナル版は2011年3月31日に発売。後にリメイク作品として、移植版PSP用『リベリオンズ Secret Game 2nd Stage』（リベリオンズ シークレットゲーム セカンドステージ）が2013年3月28日に、その逆移植版であるPC用『リベリオンズ Secret Game 2nd Stage BOOSTED EDITION』（リベリオンズ シークレットゲーム セカンドステージ ブーステッドエディション）が同年9月27日に発売された。Nintendo Switch版『リベリオンズ Secret Game 2nd Stage for Nintendo Switch』がダウンロードソフトとして2018年9月27日に配信開始。

## 概要
メーカー過去作である『キラークイーン』の続編という位置づけの作品。ただし、その正確な時間軸はラストシーンまでは明言されない。今作では舞台が屋外に設定された他、ゲームのルールや趣旨も大きく異なっている。
ヒロイン別のエンディングを複数用意されていた前作の典型的な作りとは異なり、キャラクターごとにカップリングを固定した群像劇のスタイルをとる。そのためにルートは「ALONE」と「REBEL」と題された2本のみであり、また旧作に関わる重要な伏線の観点からこの2つのルートにおいても一部の出来事は共通している。
『リベリオンズ』では8割近くのシナリオが一新され、『CODE:Revise』で描かれた2つのルートからも展開・結末が変更、および新たなルートが追加されている。また、『リベリオンズ』はデスゲーム作品の一種として紹介されている。

## あらすじ
隔離された廃村・阿尾嵯（あおさ）村に14人の若者が『ゲーム』の参加者として送り込まれた。ひとりひとりに渡されたPDAに示された条件を満たさなければ、ゲーム運営者によって首輪を爆破されて殺される。彼らは生き残るために知恵と武力で戦うことになる。

## ゲームのルール
| ルール | 内容 |
| ------ | --- |
| 1      | プレイヤーには各自固有のPDAが与えられる。PDAに表示された『クリア条件』をゲーム終了までに達成せよ。ゲーム終了については後日通知される。                                                                          |
| 2      | プレイヤーはPDAを3時間以上手放してはならない。なお、身体から1m以上離れた状態を『手放した』と見なす。（リベリオンズのみ）                                                                                        |
| 3      | プレイヤーに装着された首輪を外してはならない。 |
| 4      | ゲームのフィールドは区画分けされた複数のエリアから構成されている。プレイヤーは制限されたフィールドから外へ出てはならない。                                                                                      |
| 5      | ゲームには複数のプレイヤーが参加している。他者のPDAの所有・使用は自由だが、クリア条件が成立するのは初期に配布されたPDAにのみ限定される。 また各PDAは、本来の所有者がリタイヤした場合、そのPDAを操作不能とする。 |
| 6      | 上記ルールに反しない限り、プレイヤーのあらゆる行動を許可する。 また、クリア条件を満たせなかった場合、もしくはルールに違反した場合はプレイヤーを失格と見なし、首輪を爆破する。                                   |

これらの基本的なルールは全てのプレイヤーに平等に与えられている。また、フィールドには「メモリーチップ」を隠したキューブが複数隠されており、それをPDAに読み込ませることで、地中などに隠された食料や武器の場所を知ることができる。一方、各PDAやその所有者に関する情報は、プレイヤー同士での情報交換でのみ知ることが可能。
各PDAにはそれぞれ異なるクリア条件と特殊機能が設定されている。特殊機能は1つのPDAに基本的には1つのみで、汎用性のあるもののほか、クリア条件の達成補助に特化したものがある。また、今回のゲームにおいてはJOKERも正規の数として含まれ、参加者は14人である。
クリア条件は、全員が協力しあえば誰一人死亡せずにクリアすることが可能なものとなっている。しかし、武器の存在、相手を信用できるかという疑心暗鬼、食料（メモリーチップ）の争奪など、協力関係が成立しないであろうことを前提に組まれている。ゲームにおいて一人目の犠牲者が出ると同時に、生存者全てのクリア条件が変更される「セカンドステージ」へと突入する。セカンドにおいては条件は難易度の上昇、もしくはほぼ対かつ残虐なものとなり、初期条件で協力すべきだった相手が殺害対象となるなど大きく変化する。

## クリア条件
初期のクリア条件では、プレイヤーが協力し合えば誰一人死亡せずにクリア出来るようになっている。しかし、プレイヤーに死亡者が出た場合には、クリア条件がプレイヤー同士を争わせるものに変更される。
以下のセカンド条件は『リベリオンズ』のもので、『CODE:Revise』では若干異なる。また別のゲームである「Zeroning Rebel」では別の条件となっている。
| プレイヤー ナンバー | ファースト条件                                                | セカンド条件                                                                                       |
| ------------------- | ------------------------------------------------------------- | -------------------------------------------------------------------------------------------------- |
| A                   | 3時間以上離れずに指定したパートナーと行動する                 | 一番長く一緒にいたパートナーの死亡                                                                 |
| 2                   | 12時間以上同じエリアに留まらない                              | 2時間以上同じエリアに留まらない                                                                    |
| 3                   | 他のプレイヤーに対して3回以上危害を加える                     | プレイヤーを殺害した他プレイヤー全員の死亡                                                         |
| 4                   | 素数ナンバーのプレイヤー全員のクリア条件を満たす              | 素数ナンバーのプレイヤー全員の死亡                                                                 |
| 5                   | メモリーチップを使用して食料を8つ以上確保する                 | メモリーチップを16個以上廃棄する                                                                   |
| 6                   | 自分を中心とした5つ並びのナンバーのプレイヤーに危害を加えない | 自分を中心とした5つ並びのナンバーの他プレイヤーが死亡し、 かつそれらのPDAを自分のPDAに読み込ませる |
| 7                   | 未使用のメモリーチップを10個以上所持する                      | 未使用のメモリーチップを10個以上所持し、 ゲーム終了まで他のプレイヤーには同数以上所持させない      |
| 8                   | クリアしたプレイヤーのPDAを3台以上所持する。ただしJOKERは除く | クリア条件を満たしたプレイヤーのPDAを4台以上所持する。JOKERを含めても構わない                      |
| 9                   | JOKERのPDAを所持                                              | JOKERのPDAの破壊                                                                                   |
| 10                  | 10人以上のプレイヤーと遭遇する                                | 半径2m以内に同時に3人以上のプレイヤーを侵入させない                                                |
| J                   | 最終日までの生存                                              | 他のプレイヤーのPDAをすべて使用不能にする                                                          |
| Q                   | ゲーム終了時まで、プレイヤー全員の生存                        | 自分以外のプレイヤー全員の死亡                                                                     |
| K                   | クリア条件を満たしたプレイヤーが3人以上                       | ゲーム終了時点でクリア条件を満たしたプレイヤーが3人未満。ただし本人は含まない                      |
| JOKER               | 変化したPDAのクリア条件                                       | 変化したことがあるPDAの持ち主全員の死亡                                                            |

## 登場人物

### ゲームの参加者
今回のゲームにおける参加者は全員が学生、及びそれと同等の年齢の人間のみとなっている。
藤田 修平（ふじた しゅうへい）
声 - 須賀紀哉
誕生日 - 7月4日 / 血液型 - AB型 / 原画 - はやかわ凛太
本作の主人公。西扇学園の生徒である。
家庭の問題により辛い過去を持つ苦学生である。だが、琴美との出会いで荒んだ心が癒やされ、努力の末に琴美の両親に自分のことを認めさせるに至っている。そして、本編内においては琴美を想う気持ちのためにいくつもの苦難にぶつかることになる。
頭の回転に優れており、状況への適応力はあるが、目的のためには嘘や策略もある程度は否定はしない。運営が主催した説明会までの段階でいくつかの疑問を持ち、その後一人残って運営と単独接触する。そのやりとりを通し、同じ考えを持ちそれを聞いていた司とともにセカンドの存在を予測、その事態を想定し互いに回避のために動くことを約束しあう。
吹石 琴美（ふきいし ことみ）
声 - 雪都さお梨
誕生日 - 9月6日 / 血液型 - O型 / 原画 - はやかわ凛太
藤田修平の幼馴染で、名家の娘。修平と同じ西扇学園の生徒。
修平のことを大切に想っており、常に心配している。おとなしい性格だが、修平に関わることに関しては抑えきれなくなることも多い。
ALONE編では序盤に首輪の爆発で死亡してしまうことで物語を加速させる。なお、体験版は彼女の死亡するシーンまでを収録した内容となっており、その衝撃的な展開から大きな反響を呼んだ。
藤堂 悠奈（とうどう ゆうな）
声 - 沢村かすみ
誕生日 - 10月30日 / 血液型 - B型 / 原画 - 己即是空
『ゲーム』参加者の一人で、船橋女子学園の生徒。中学時代に両親が病死しているが、多額の遺産を相続した為に生活には困っていない。
格闘や銃火器の扱いに慣れている。赤髪と強気な立ち振る舞いで様々な修羅場に関わるが、あと一歩のところで詰めが甘いところがある。戦闘能力は高いが、それによる自分一人のクリアではなく、一人でも多くの参加者の生存を目的としている。ただし、最終的な生存者を増やすというその目的のためには、死亡しない範囲での手荒な手段はいとわない。
ゲームについても他参加者以上に知っているようなそぶりを隠さないが、その理由や彼女に影響を与えた人物については「REBEL」編にて明かされる。
『リベリオンズ』ではもう一人の「主要視点者」とされており、1年前のゲームを描いた「Zeroning Rebel」では主人公を務める。
荻原 結衣（おぎはら ゆい）
声 - 香山いちご
誕生日 - 2月5日 / 血液型 - O型 / 原画 - 己即是空
『ゲーム』参加者の一人で、悠奈と同じ船橋女子学園の生徒。
自立性がなく緊張感の薄い性格で、ムードメーカーではあるがゲームにはまるで向いていない。騙されやすく、運動神経も低い。そのため常に誰かと行動をともにしている。ゲーム開始直後にPDAを壊してしまっており、自分のクリア条件がわからないどころか、共通ルールについてさえほぼ何も知らない状態であった。
伊藤 大祐（いとう だいすけ）
声 - 本多啓吾
誕生日 - 5月12日 / 血液型 - B型 / 原画 - はやかわ凛太
『ゲーム』参加者の一人で、東海第二学園の生徒。
序盤では修平に同行するが、短絡的な行動が目立ち、トラブルを起こしやすい。緊張感が薄く、ゲームを文字通り遊び感覚かのように振舞う。女子に甘く、特にアイドルである初音によくからんでいる。その性格から、まり子との相性が極めて悪く、常に衝突している。
一見何も考えず勢いで動いているかのように見えるが、本人なりにゲームという状況について考えており、物語中盤以降で大きく豹変する。
阿刀田 初音（あとうだ はつね）
声 - 金田まひる
誕生日 - 9月14日 / 血液型 - B型 / 原画 - 己即是空
『ゲーム』参加者の一人で、岸田学院の生徒。
アイドルとして知られていたが、現在は仕事が減っている。特徴的な帽子をかぶっており、語尾に「〜なのです」とつける。暴力や喧嘩、蜘蛛が苦手。芸能界で培った演技力は高いが、それ以外は特に秀でた能力はない。特に思考や言動は参加者の中でも最も子供っぽく、周囲をたびたび呆れさせる。教育ママを持つ。
三ツ林 司（みつばやし つかさ）
声 - 蒼井夕真
誕生日 - 10月8日 / 血液型 - A型 / 原画 - 己即是空
『ゲーム』参加者の一人で、岸田学院の生徒。
どんな状況でも冷静なプレイヤー。頭は切れるが、自分以外の人間を見下したような部分がある捻くれた性格。自分に利益があるかで人付き合いを考えており、修平に協力してクリアを目指さないかと提案する。説明会後に自分の考えていた行動をより早く起こしたことから修平を高く評価し、「藤田先輩」と呼ぶ。
ゲームを必ずクリアできると自信を持っており、やや楽しんでいるような態度をとる。小柄であり、自身は動かずに策や仕掛け、チームによる勝利を狙う。策士としての立ち回りから、策よりも戦いに秀でた玲との相性は良く、チームとして共闘していくことになる。
かっこいいよりも可愛いと評される容姿からいじられやすく、特に玲からは弟に似ているとしてよくからかわれている。
蒔岡 玲（まきおか れい）
声 - あじ秋刀魚
誕生日 - 4月19日 / 血液型 - A型 / 原画 - 己即是空
『ゲーム』参加者の一人で、御陵東学園の生徒。
剣道道場の娘で、日本刀を好むプレイヤー。しかし、よく罠に嵌ってしまう、嘘がつけないなど、真正直すぎる欠点がある。
「リピーター」と呼ばれるゲームの常連参加者に殺された弟・彰の敵討ちのために望んでゲームに参加したが、「リピーター」の存在以外の情報は他参加者と同じ範囲でしか知らされていない。また、そのリピーターの正体も知らされていない。
剣の実力は確かだが、その性格が災いしまともな勝負にならない場面も多い。策や食料などを通し司と信頼関係を築いていく。
上野 まり子（うえの まりこ）
声 - 桜川未央
誕生日 - 6月15日 / 血液型 - O型 / 原画 - 己即是空
『ゲーム』参加者の一人で、上新学園の生徒。
典型的な委員長タイプであり、リーダーシップをとる一方で、融通が利かない。不条理なゲームに巻き込まれてなお、法律を説き、運営に解放を求め説得を試みる。その性格から、司をはじめ多くの人間と問題を起こす。強気な態度の反面、常識の通用しない出来事を前にすると取り乱しやすい、芯の脆さがある。自分が元で起きたトラブルのたびに責任を感じている。
真島 章則（まじま あきのり）
声 - 青島刃
誕生日 - 1月17日 / 血液型 - O型 / 原画 - はやかわ凛太
『ゲーム』参加者の一人で、東海第二学園の生徒。
ボクシングを得意としており、寡黙で真直ぐな性格。あまり感情を表に出すことがないが、芯は熱い。降りかかる火の粉は払うが、自分から積極的に他者と関わる気がない。しかし、人間嫌いというわけではなく、自分に害がない限りは他の人間との交流そのものは拒否しない。
ゲームそのものへも参加したくないと考えており、ルールや条件に関係なく脱出する方法を一人で探している。
黒河 正規（くろかわ まさき）
声 - 一条和矢
誕生日 - 1月17日 / 血液型 - B型 / 原画 - 己即是空
『ゲーム』参加者の一人で、上新学園の生徒。
不良のような言動と態度をとる短気な男。良い体格を持ち、拳銃も早い段階から積極的に使用する。言葉よりも暴力で訴える性格で、策や技術よりも優位性や威力を重視した喧嘩の戦い方を用いる。常に苛立っており、すぐに手が出るが、頭が悪いというわけではない。
過去に真島との因縁があるが、真島はそのことを覚えていない。
タンクトップ姿だが、他の参加者と同じく学生である。その服装の理由についてはおまけにて語られている。
城咲 充（しろさき みつる）
声 - 安藤宗二
誕生日 - 4月11日 / 血液型 - A型 / 原画 - はやかわ凛太
『ゲーム』参加者の一人で、岸田学院の生徒。
ひ弱そうな外見と臆病な性格の少年。いち早く基礎情報をもとに一人で動いてはいたが、そこに目をつけた黒河にこき使われることになる。情報や状況からの判断力は決して劣るわけではないが、弱気な態度や身体能力の面から常に怯えたような振る舞いをとる。実家は工場を経営しており、その為か機械に強い。
劇中やおまけにおいて、その態度から多くのキャラに「もやし」と呼ばれることになる。
司は同じ学園の後輩にあたり、『ゲーム』開始前から面識があった。
細谷 はるな（ほそたに はるな）
声 - かわしまりの
誕生日 - 5月12日 / 血液型 - AB型 / 原画 - はやかわ凛太
『ゲーム』参加者の一人で、上新学園の生徒。
『ゲーム』開始直後、崖から落ちそうなところを修平が助ける少女。口数が少なく、気がつくと姿を消している。
出番は少ないが、本作において重要な鍵となる人物。
粕谷 瞳（かすや ひとみ）
声 - 北都南（PC版・逆移植版） / ひと美（PSP版）
誕生日 - 不明 / 血液型 - 不明 / 原画 - はやかわ凛太
『ゲーム』参加者の一人で、唯一メイド服を身に纏うプレイヤー。
修平の前に現れるとともに彼を主人と呼び、自分は修平だけに仕えるメイドだと名乗る。大量の武器や食料を提供する他、自身もチェーンソーを手に高い格闘能力を発揮する。罠を見破る能力や長時間の運動にも耐えるなど、極めて能力が高い。しかし、その言動には謎が多く、修平以外の人間に関心を持たず暴走するなど、人格が破綻したサイコパスであるという致命的な欠点がある。
その修平以外の全てに災厄とも言うべき存在は、修平の仲間に対しても例外ではなく、修平と彼女の関係・命令がゲーム全体に与える影響は大きい。もともとは「理想の主人」を探すためにゲームに志願して参加しており、説明会では隠れて修平と運営・司らのやりとりまで含めた全てに立ち会っていた。

### その他の人物
運営の男
声 - 増岡太郎
今回のゲームのゲームマスター兼ディーラー。プレイヤーとはマイク越しに、説明会を設ける、質問に答えるなどといった形で接触してくる。
以下の4人は逆移植版『BOOSTED EDITION』において追加されたシナリオ「Zeroning Rebel」に登場。
蒔岡 彰（まきおか あきら）
声 - 藍川珪
玲の弟。『CODE:Revise』でも存在は語られており、CGも用意されていた。
三島 英吾（みしま えいご）
声 - 秋山樹

ソフィア・トレビ・マンサネーロ
声 - 有栖川みや美

崎村 貴真（さきむら きしん）
声 - 西岡賢吾

## スタッフ
- プロデューサー / PSP版シニアプロデューサー - 寺月恭一
- シナリオ
  - CODE:Revise - 味塩ロケッツ（企画屋）、七海真咲、櫻龍、樹原新
  - リベリオンズ - 月島総記・日向もやし・月島トラ（チーム月島）、灰田てん、中二大佐
- キャラクターデザイン・原画 - 己即是空、はやかわ凛太
- 音楽 - Barbarian On The Groove
- 企画 - FLAT
- PSP版プロデューサー・ディレクター / 逆移植版シニアディレクター - 中澤工
- PSP版開発 / 逆移植版制作協力 - レジスタ
- PSP版発売 / 逆移植版制作協力 - イエティ

## 主題歌
ファーストOP主題歌「Dread Answer」
歌 - Barbarian On The Groove feat. ぐるたみん / 作詞・作曲・編曲 - wight
セカンドOP主題歌「戦場の絆」
歌 - 遊女 / 作詞 - 寺月恭一 / 作曲 - なるちょ
サードOP主題歌「揺るぎなき決意」（リベリオンズ）
歌 - 遊女 / 作詞 - 寺月恭一 / 作曲 - なるちょ
挿入歌「Labyrinth」
歌 - 真理絵 / 作詞 - 樹原新 / 作曲・編曲 - なるちょ
ED主題歌「Respective ways」
歌 - miru / 作詞 - 樹原新 / 作曲・編曲 - なるちょ
セカンドED主題歌「Rebellions」（リベリオンズ）
歌 - 西沢はぐみ / 作詞 - 寺月恭一 / 作曲 - なるちょ